# Presidente del Consiglio dei ministri della Repubblica Italiana
Il presidente del Consiglio dei ministri in Italia è l'organo di vertice politico-amministrativo della presidenza del Consiglio dei ministri, nonché capo del governo, presiedendo il Consiglio dei ministri.
La carica non è elettiva, ma viene assegnata dal presidente della Repubblica ai sensi dell'articolo 92 della Costituzione, che non prevede particolari requisiti per la nomina. Il presidente della Repubblica nomina il presidente del Consiglio dei ministri e, su sua proposta, i ministri. Il governo quindi deve ricevere la fiducia di entrambe le Camere del Parlamento italiano.
Dal 22 ottobre 2022 il presidente del Consiglio dei ministri è Giorgia Meloni, prima donna a ricoprire tale carica nella storia d'Italia.

## Storia

### Il Regno d'Italia
Pur non essendo menzionata nello Statuto Albertino, già all'epoca del Regno d'Italia si era venuta a delineare la figura del presidente del Consiglio, come uno dei ministri (spesso quello dell'interno) incaricato di presiedere il collegio, dunque senza una costituzione autonoma. Nell'Italia fascista, con la legge 24 dicembre 1925, n. 2263 (la prima delle "leggi fascistissime"), venne adottata la denominazione di Capo del Governo Primo Ministro Segretario di Stato, che attribuiva al presidente del Consiglio poteri maggiori e una superiorità gerarchica sugli altri ministri.
Con il regio decreto-legge 16 maggio 1944, n. 136 fu adottata la denominazione di Presidente del Consiglio dei Ministri Primo Ministro Segretario di Stato, usata sino alla proclamazione della Repubblica.

### La Repubblica Italiana

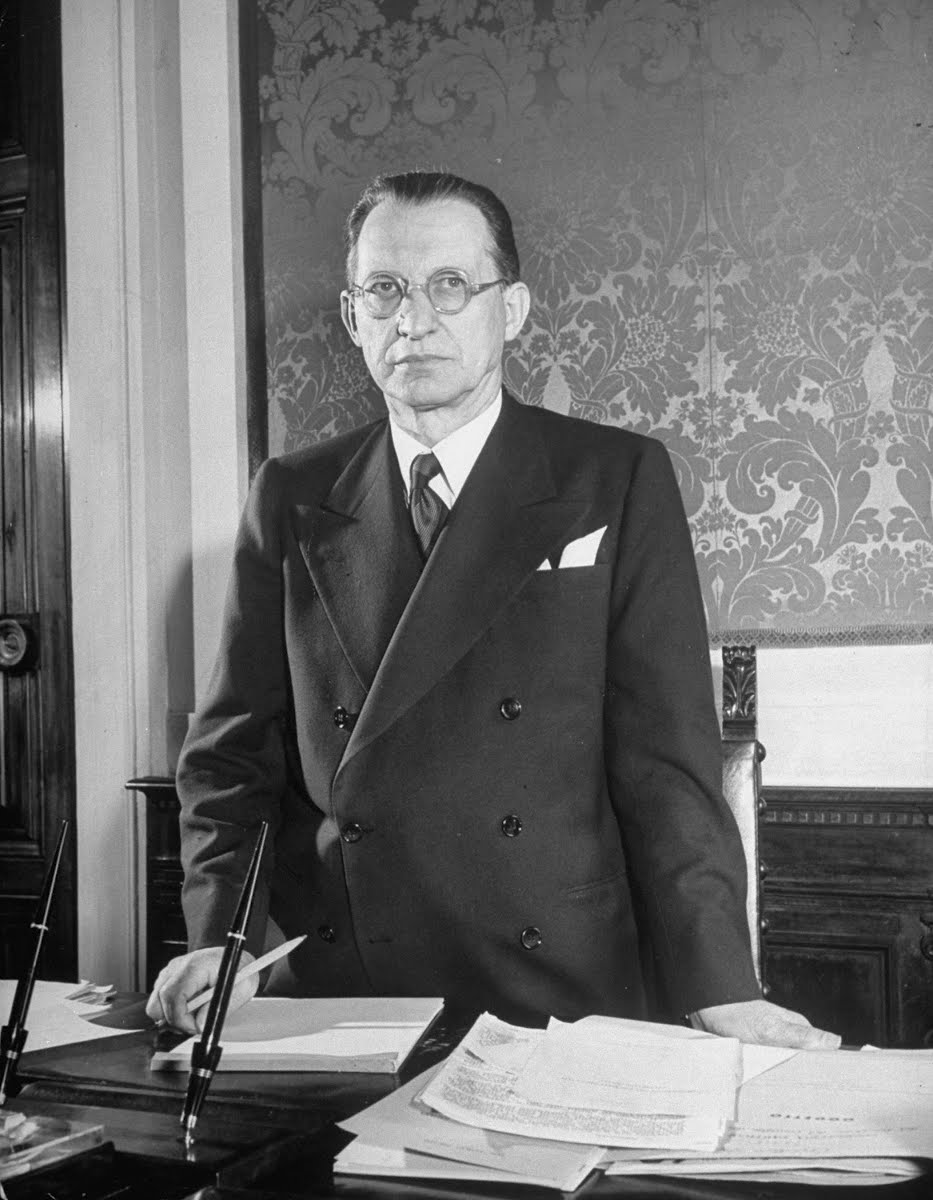
Alcide De Gasperi, primo presidente del Consiglio dei ministri della Repubblica Italiana

Con la nascita della Repubblica Italiana e l'entrata in vigore il 1º gennaio 1948 della Costituzione, venne introdotta in Italia la forma di governo di repubblica parlamentare, e fu confermato il ruolo di preminenza istituzionale del presidente del Consiglio (col titolo originale per l'appunto di Presidente del Consiglio dei ministri) sugli altri ministri.
Storicamente, l'attività del presidente del Consiglio è stata più quella di mediazione fra i partiti della maggioranza che quella di direzione dell'attività di governo. Il suo potere di indirizzo, inoltre, è limitato, perché non ha, almeno formalmente, la facoltà di rimuovere dai propri incarichi i ministri coi quali si trovi in disaccordo; la prassi del "rimpasto" o quella più rara del voto di sfiducia individuale da parte del Parlamento possono essere considerate dei surrogati alla mancanza formale di questo potere.
A partire dagli anni 1980 si è assistito a un'opera di riordino legislativo della figura del presidente del Consiglio, culminata nella legge n. 400 del 1988 e il decreto legislativo n. 79 del 1999, tramite le quali ne sono state definite la struttura e le funzioni.
Successivamente, l'adozione di leggi elettorali che prevedono l'indicazione, prima delle elezioni politiche, dei leader di partiti e coalizioni (cioè dei soggetti che, in caso di vittoria elettorale, durante le consultazioni verranno presumibilmente proposti al presidente della Repubblica per la nomina a presidente del Consiglio) e il bipolarismo hanno de facto dotato il presidente del Consiglio di una capacità decisionale e direttiva maggiore all'interno delle dinamiche del governo.
A parte quattro presidenti di governi tecnici non iscritti a partiti al momento della nomina (Carlo Azeglio Ciampi, Lamberto Dini, Mario Monti e Mario Draghi), la maggior parte dei presidenti del Consiglio lo divenne da deputati, mentre cinque da senatori (Giulio Andreotti, Adone Zoli, Amintore Fanfani, Giovanni Spadolini e Mario Monti) e sei da estranei al Parlamento (Carlo Azeglio Ciampi, Lamberto Dini, Matteo Renzi, Giuseppe Conte, Mario Draghi e Giuliano Amato al varo del suo secondo governo).

## Fonti legislative

Logo della Presidenza del Consiglio dei ministri

Il presidente del Consiglio dei ministri è un organo monocratico di rilevanza costituzionale, che presiede un organo collegiale chiamato Consiglio dei ministri e posto a capo della Presidenza del Consiglio dei ministri, ai sensi della legge n. 400 del 1988. È disciplinato dalla Costituzione agli articoli 92, 93, 95 e 96.
Dal punto di vista protocollare, è la quarta più alta carica della Repubblica Italiana, mentre, a livello pratico, è l'effettiva dirigente della politica, nonché la carica che concede maggior potere.

## Nomina

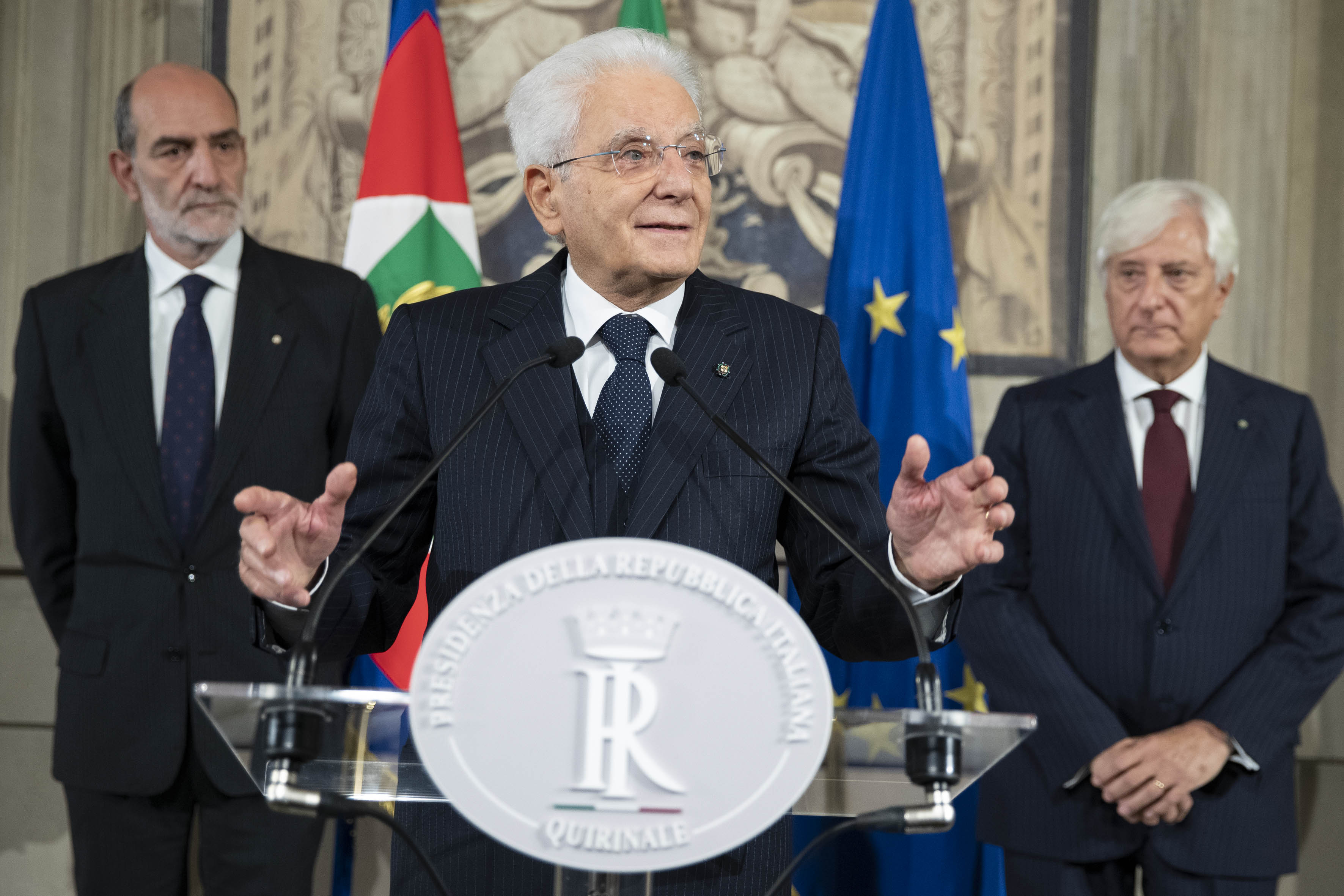
Il presidente Sergio Mattarella al termine delle consultazioni che hanno portato alla formazione del governo Meloni

Il presidente della Repubblica nomina il presidente del Consiglio e, su proposta di questo, i ministri.
Nella prassi la nomina è preceduta da un complesso processo, detto "fase delle consultazioni", che inizia con il presidente della Repubblica che ascolta i pareri dei presidenti della Camera dei deputati e del Senato della Repubblica, nonché dei senatori a vita di diritto in quanto ex presidenti della Repubblica; successivamente sonda gli orientamenti delle forze politiche presenti in Parlamento al fine di individuare un soggetto potenzialmente in grado di raccogliere un largo consenso. Se da tali sondaggi emerge un nome, conferisce l'incarico di formare il nuovo governo a taluno; nel caso di crisi di governo caratterizzate da incertezza o litigiosità, il presidente della Repubblica può richiedere un mandato "esplorativo", affidato a personalità super partes per verificare la possibilità di formare una maggioranza parlamentare.
A questo punto, il presidente del Consiglio incaricato può svolgere una propria fase di consultazioni, rinunciare all'incarico, accettare l'incarico con riserva oppure accettare l'incarico senza riserva e proporre subito al presidente della Repubblica la lista dei ministri.

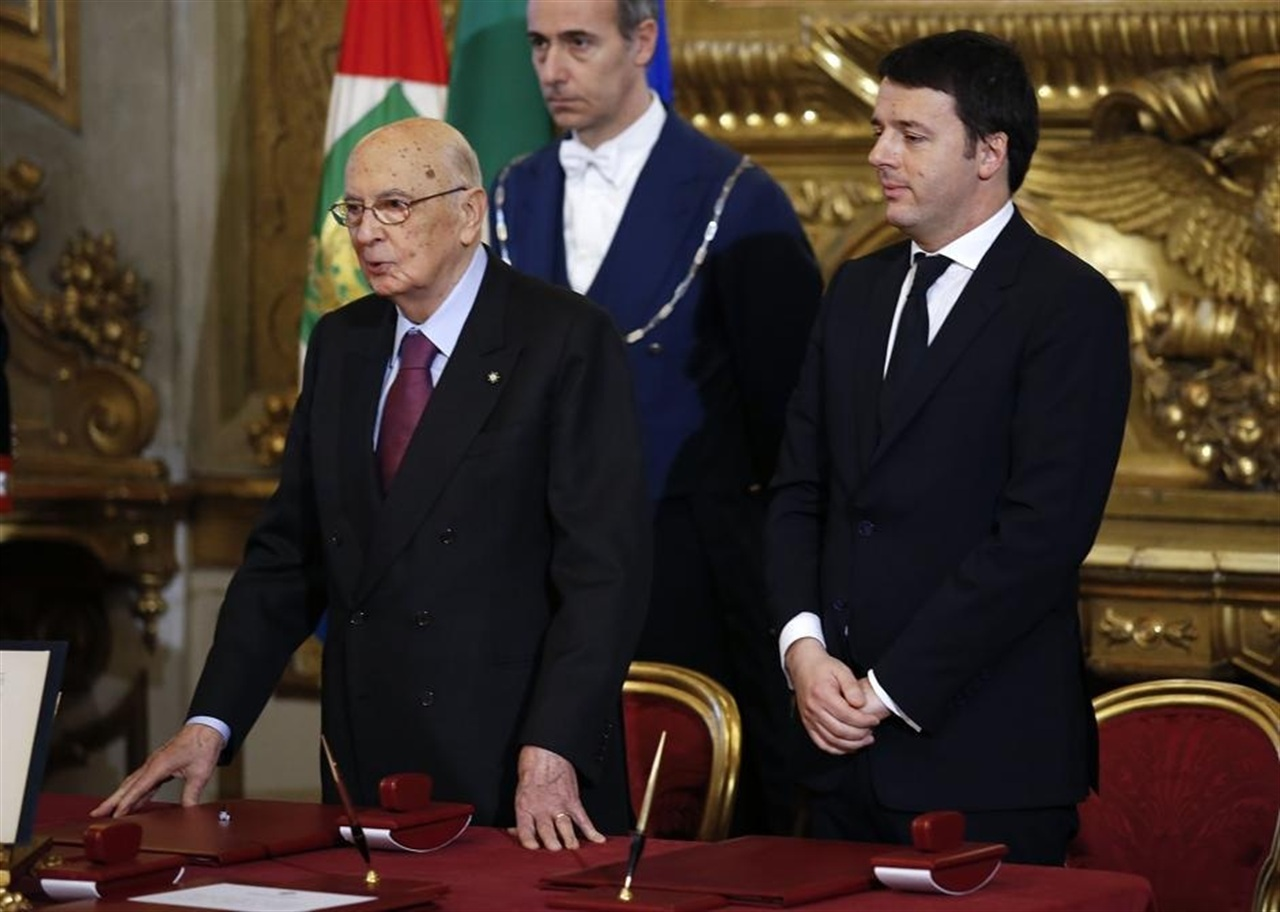
Giorgio Napolitano con Matteo Renzi il giorno del giuramento del governo, il 22 febbraio 2014

La nomina consiste nell'emanazione di tre decreti:
- quello di nomina del presidente del Consiglio (controfirmato dal presidente del Consiglio nominato, per attestarne l'accettazione);
- quello di nomina dei singoli ministri (controfirmato anch'esso dal presidente del Consiglio nominato);
- quello di accettazione delle dimissioni del governo uscente (controfirmato anch'esso dal presidente del Consiglio nominato).[22]

Prima di assumere le funzioni, il presidente del Consiglio e i ministri prestano giuramento nelle mani del presidente della Repubblica, come prevede l'articolo 93 della Costituzione. Con il giuramento, il governo entra nell'esercizio delle sue funzioni ed entro dieci giorni dal decreto di nomina si presenta alle Camere per chiedere la fiducia di entrambi i rami del Parlamento secondo quanto stabilito dall'articolo 94 della Costituzione.

## Funzioni
(Art. 95 della Costituzione della Repubblica Italiana)
La Costituzione, all'articolo 95, stabilisce che il Presidente del Consiglio promuove e coordina l'attività dei ministri: questo potere di coordinamento dei ministri è stato di intensità molto variabile nella storia dello Stato italiano, in quanto fortemente condizionato dal peso dei singoli ministri e quindi dei partiti dei quali essi erano l'espressione. Tuttavia, generalmente il Presidente del Consiglio svolge il suo ruolo con una funzione di primus inter pares (primo fra pari) tra i ministri.
La legge 23 agosto 1988, n. 400 esplicita le attribuzioni del Presidente del Consiglio. Il Presidente fissa l'ordine del giorno del Consiglio e in particolare può avocare nel Consiglio decisioni di competenza di singoli dicasteri.
Oltre a quelle attribuitegli in quanto membro del governo italiano, il Presidente del Consiglio indica al Presidente della Repubblica la lista dei ministri per la nomina e controfirma tutti gli atti aventi valore di legge dopo che sono stati firmati dal Presidente della Repubblica.
Una funzione particolarmente delicata che la legge affida direttamente al Presidente del Consiglio è quella di vigilanza e controllo sul sistema di informazione per la sicurezza della Repubblica, ossia i Servizi segreti dello Stato.

## Impedimento e supplenza
L'articolo 8 della legge 23 agosto 1988, n. 400, disciplina il caso di assenza o impedimento temporaneo del Presidente del Consiglio, stabilendo che la supplenza spetti a un eventuale vicepresidente del Consiglio dei ministri.
Nel caso in cui siano nominati più vicepresidenti, la supplenza spetta al vicepresidente più anziano secondo l'età.
Qualora non fosse stato nominato un vicepresidente del Consiglio, la supplenza spetta, in assenza di diversa disposizione da parte del Presidente del Consiglio, al ministro più anziano secondo l'età.

## Residenza ufficiale

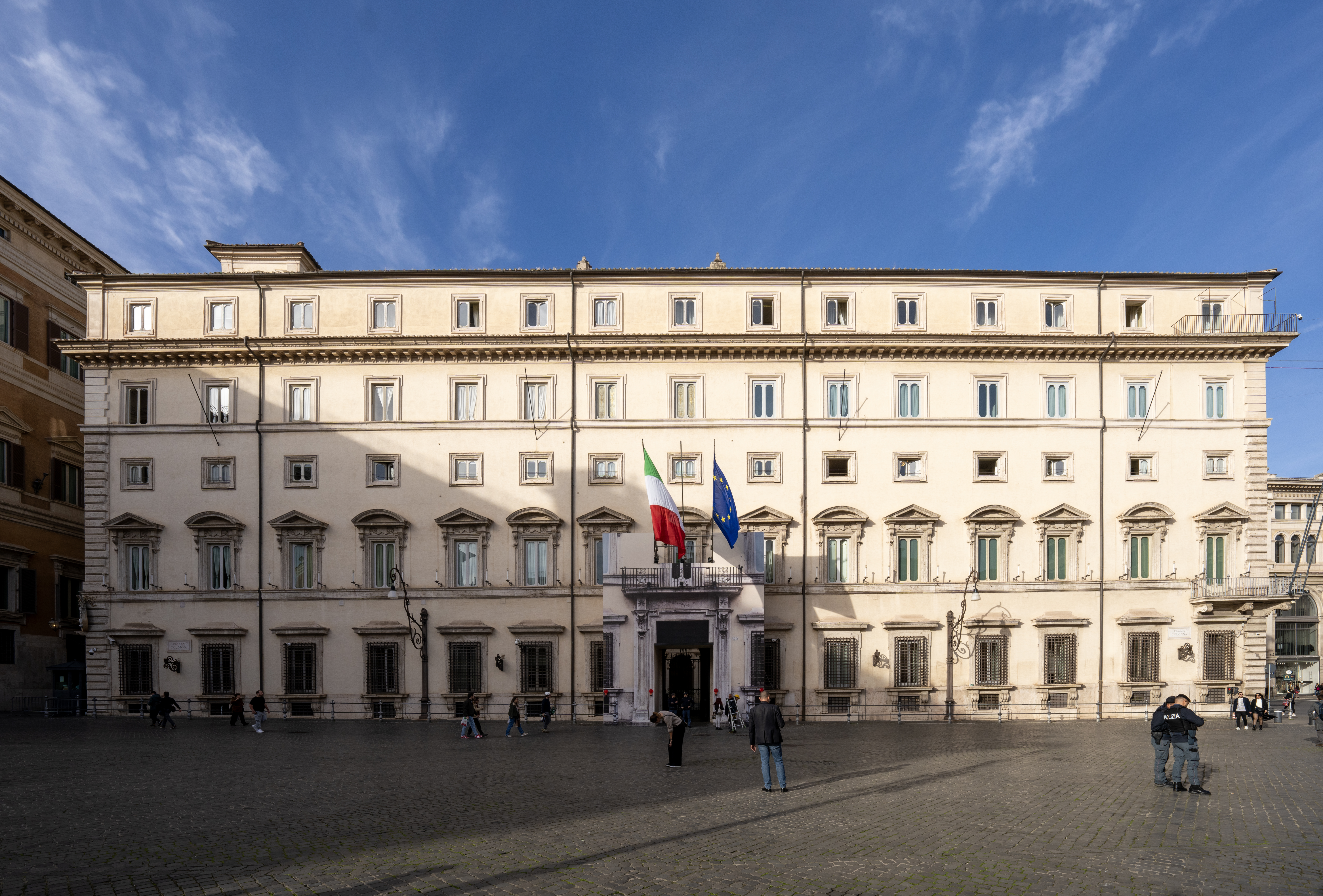
Palazzo Chigi, residenza ufficiale del presidente del Consiglio

- Palazzo Chigi, Roma (residenza del presidente e sede del governo)
- Villa Doria Pamphilj, Roma (sede ufficiale di rappresentanza)
- Villa Madama, Roma (sede di rappresentanza anche del Ministero degli affari esteri)

## La bandiera distintiva

Bandiera del presidente del Consiglio dei ministri della Repubblica Italiana

Consiste in un drappo azzurro bordato da due bordi color oro al centro del quale campeggia il sigillo della Repubblica. Lo stendardo viene esposto a ogni impegno ufficiale del presidente e sui veicoli che lo trasportano. I colori principali sono il blu e l'oro, da sempre considerati colori legati al comando.

## Riferimenti normativi
- Decreto legislativo 30 luglio 1999, n. 303 - Ordinamento della Presidenza del Consiglio dei Ministri, a norma dell'articolo 11 della legge 15 marzo 1997, n. 59.